# مرگ مریلین مونرو
مریلین مونرو بازیگر آمریکایی بود که در اواخر عصر شنبه، ۴ اوت ۱۹۶۲، بر اثر مصرف بیش از حد باربیتورات در خانه‌اش در لس آنجلس، کالیفرنیا درگذشت. جسد او قبل از طلوع آفتاب یکشنبه، ۵ اوت کشف شد. او یکی از محبوب‌ترین ستارگان هالیوود در طی دههٔ ۱۹۵۰ و اوایل دههٔ ۱۹۶۰ بود؛ و به مدت یک دهه پردرآمدترین بازیگر بود. فروش فیلم‌های مونرو تا زمان مرگش ۲۰۰ میلیون دلار بود.
مونرو چندین سال قبل از مرگش از بیماری‌های روانی و سوءمصرف مواد رنج می‌برد و از زمان ناجورها که در سال ۱۹۶۱ اکران شد، فیلمی را تکمیل نکرده بود. او سال ۱۹۶۱ را صرف حل مشکلات سلامتی خود کرده بود و در آوریل ۱۹۶۲ فیلمبرداری چیزی برای بخشیدن برای استودیو قرن بیستم را آغاز کرد اما استودیو اوایل ماه ژوئن او را اخراج کرد. این استودیو علناً او را مسئول مشکلات تولید می‌دانست و در هفته‌های قبل از مرگش، مونرو تلاش کرد تا با مصاحبه‌های متعدد با نشریات معتبر، چهرهٔ عمومی خود را اصلاح کند. او همچنین مذاکراتش با فاکس برای آغاز دوبارهٔ چیزی برای بخشیدن و بازی در نقش‌های دیگر تولیدات استودیو را آغاز کرد.
مونرو آخرین روز زندگی خود یعنی ۴ اوت را در خانه‌اش در برنتوود سپری کرد. او در طول زمان‌های مختلف با پاتریشیا نیوکامب، روزنامه‌نگار، یونیس موری، خانه‌دار، لورنس شیلر عکاس و رالف گرینسون، روان‌پزشک همراه بود. تقریباً در ساعت ۳ بامداد روز یکشنبه، ۵ اوت، متوجه شدند که مونرو در اتاق خواب خود را حبس کرده و وقتی از پنجره به اتاق خواب نگاه می‌کند بی پاسخ ظاهر می‌شود. موری در مورد این موضوع به گرینسون هشدار داد و پس از مدت کوتاهی با شکستن یک پنجره وارد اتاق شدند و مونرو را مرده یافتند. مطابق با سابقه بیش از حد مصرف دارو و تغییر خلق و خو و افکار خودکشی، مرگ او توسط دادستان پزشکی قانونی لس آنجلس به‌طور رسمی یک خودکشی احتمالی اعلام شد. هیچ مدرکی در مورد موارد دیگر یافت نشد و مصرف بیش از حد باربیتوراتی که داشت، منتفی شد. در ۸ اوت، جو دی‌ماجیو مراسم تشییع جنازه او را در گورستان وست‌وود برگزار کرد.
با وجود یافته‌های پزشک قانونی، از اواسط دههٔ ۱۹۶۰ چندین تئوری توطئه مبنی بر قتل یا مصرف بیش از حد تصادفی ارائه شده‌است. بسیاری از اینها شامل رئیس‌جمهور جان اف. کندی و برادرش، رابرت اف. کندی، و همچنین رهبر اتحادیه جیمی هوفا و رئیس اوباش سام جیانکانا است. با توجه به رواج این نظریه‌ها در رسانه‌ها، دفتر دادستان منطقه‌ای لس آنجلس این پرونده را در سال ۱۹۸۲ مورد بررسی مجدد قرار داد، اما هیچ مدرکی برای حمایت از این شایعات پیدا نکرد و مدارک با یافته‌های تحقیقات اصلی مخالفت نداشت.

## پیش‌زمینه
مریلین مونرو برای چندین سال تا اوایل دههٔ ۱۹۶۰ به آمفتامین‌ها، باربیتورات‌ها و الکل وابسته بود و با مشکلات روانی گوناگونی از جمله افسردگی، اضطراب، اعتماد به نفس پایین و بی‌خوابی مزمن مواجه بود. کار با او دشوار شده بود و بارها با دیر رسیدن سر صحنهٔ فیلمبرداری، تولید را به تعویق می‌انداخت و نیز در به خاطر سپردن دیالوگ‌هایش مشکل داشت. تا سال ۱۹۶۰، این رفتار تأثیر نامطلوبی بر حرفه‌اش گذاشت. برای مثال مؤلف، ترومن کاپوتی، او را برای بازی در صبحانه در تیفانی انتخاب کرد اما پارامونت پیکچرز به‌دلیل اینکه ممکن است تولید فیلم را دچار مشکل کند از انتخاب او برای این فیلم مخالفت کرد. دو فیلم دههٔ ۱۹۶۰ مونرو، بیا عشق بورزیم (۱۹۶۰) و ناجورها (۱۹۶۱)، هر دو شکستی تجاری و هنری بودند. او در طول فیلمبرداری ناجورها مجبور شد یک هفته را در بیمارستانی برای سم‌زدایی سپری کند. ازدواج سومش با نویسنده، آرتور میلر، در ژانویهٔ ۱۹۶۱ به طلاق انجامید.
مونرو بخش عمده‌ای از سال ۱۹۶۱ را درگیر مشکلات سلامتی‌اش بود و در هیچ پروژهٔ سینمایی جدیدی کار نکرد. او تحت عمل جراحی آندومتریوز و کوله‌سیستکتومی قرار گرفت و به‌دلیل افسردگی چهار هفته را در بیمارستان گذراند که شامل دوره‌ای کوتاه مدت در بخش روان‌پزشکی می‌شد. بعداً در سال ۱۹۶۱، او پس از شش سال اقامت در منهتن به لس آنجلس بازگشت. او خانه ای به سبک هاسیندای اسپانیایی را در برنت‌وود خرید. او در اوایل ۱۹۶۲ جایزه‌ای را از طرف گلدن گلوب دریافت و فیلم‌برداری چیزی برای بخشیدن برای استودیو فاکس قرن بیستم آغاز کرد. مونرو چند روز قبل از شروع فیلم‌برداری، به سینوزیت مبتلا شد. به فاکس توصیه شد که تولید را به تعویق بیندازد، اما این توصیه مورد توجه قرار نگرفت و فیلم‌برداری طبق برنامه در اواخر آوریل آغاز شد. او بسیار بیمار بود و نمی‌توانست برای شش هفته کار کند. علی‌رغم تأیید چندین پزشک، استودیو سعی کرد با جعلی دانستن ادعای مونرو، او را تحت فشار قرار دهد. در ۱۹ مه، ده روز قبل از تولد جان اف. کندی او برای مدتی از فیلم‌برداری کناره گرفت تا «تولدت مبارک» را برای رئیس‌جمهور روی صحنه اجرا کند.
مونرو و کندی دوستان مشترکی داشتند و اگرچه بعضی اوقات با هم برخوردهای جنسی سطحی داشتند، اما هیچ مدرکی وجود ندارد که رابطهٔ آن‌ها جدی باشد. پس از بازگشت مونرو از شهر نیویورک به لس آنجلس، فیلم‌برداری را از سر گرفت و تولد ۳۶ سالگی‌اش را در ۱ ژوئن جشن گرفت. او بار دیگر برای چند روز غایب بود که باعث شد فاکس قرن بیستم در ۷ ژوئن او را اخراج و از او به دلیل نقض قرارداد شکایت کند و ۷۵۰۰۰۰ دلار غرامت بخواهد. لی رمیک جایگزین نقش او شد، اما پس از اینکه دین مارتین از ساخت فیلم با کسی غیر از مونرو امتناع کرد، فاکس از او نیز شکایت کرد و تولید را تعطیل کرد. استودیو علناً اعتیاد مونرو به مواد مخدر و عدم حرفه‌ای بودن او را عامل از بین رفتن فیلم دانست و حتی ادعا کرد که او از نظر روانی آشفته‌است. مونرو برای مقابله با تبلیغات منفی، آخرین هفته‌های زندگی‌اش را با چندین نشریه مطرح مانند لایف، کاسموپولیتن و وگ مصاحبه کرد. در پی مذاکرهٔ مجدد موفقی که با فاکس انجام شد، قرار بود فیلم‌برداری چیزی برای بخشیدن با حضور مونرو در سپتامبر از سر گرفته شود. او برای بازی در چه راهی برای رفتن! (۱۹۶۴) و همچنین بازی در زندگی‌نامه‌ای دربارهٔ جین هارلو برنامه‌ریزی کرده بود.

## یادکردها
1. ↑  Hertel, Howard; Neff, Don (August 6, 1962). "From the Archives: Marilyn Monroe Dies; Pills Blamed". Los Angeles Times. Retrieved October 21, 2015.
2. ↑  Spoto 2001، pp. 328–329, 368–376; Churchwell 2004، p. ۲۳۸; Banner 2012، pp. 211–214.
3. 1 2  Banner 2012, p. 335.
4. 1 2  Riese و Hitchens 1988، p. 270; Solomon 1988، p. 139; Spoto 2001، pp. 435–445, 456; Churchwell 2004، p. 266; Banner 2012، pp. ۳۵۳–۳۵۶, ۳۶۱.
5. ↑  Spoto 2001, pp. 450–455.
6. ↑  Spoto 2001, pp. 453, for a new role, 466–467 for operations, 456–464 for psychiatric hospital stays.
7. ↑  Spoto 2001, pp. 465–470, 484–485.
8. ↑  Spoto 2001، pp. 495–496; Churchwell 2004، pp. ۷۴–۷۵.
9. 1 2  Spoto 2001، pp. 524–525; Banner 2012، pp. 391–392; Rollyson 2014، pp. ۲۶۴–۲۷۲.
10. ↑  Spoto 2001، pp. 520–521; Churchwell 2004، pp. ۲۸۴–۲۸۵.
11. ↑  Rollyson 2014، p. 17; Spoto 2001، pp. ۴۸۸–۴۹۳.
12. ↑  Spoto 2001، p. 523; Churchwell 2004، pp. ۷۴–۷۵.
13. ↑  Churchwell 2004, pp. 74–75.
14. ↑  Spoto 2001, pp. 535–536.
15. ↑  Churchwell 2004, p. 75.
16. ↑  Spoto 2001، pp. ۵۳۸–۵۴۳; Churchwell 2004، p. 285.
17. ↑  Summers 1985، p. ۳۰۱; Spoto 2001، pp. 537, 545–549; Churchwell 2004، pp. 286–288; Banner 2012، pp. 401–402.